# Слънчево затъмнение
Слънчево затъмнение e астрономично явление, при което Слънцето става изцяло или частично невидимо за земния наблюдател, скрито от диска на Луната. То се наблюдава, когато Луната е между Слънцето и Земята и трите небесни тела се намират на една линия.
Слънчевото затъмнение е явление, което се наблюдава при новолуние, най-малко два пъти в годината и най-много пет. Времетраенето на пълната фаза е обикновено между 2 и 3 минути, но може да достигне и до 7. Въпреки честата проява на този феномен, то остава сравнително рядко явление за дадено място от земната повърхност, като пълно слънчево затъмнение в определена точка на Земята се случва средно веднъж на 37 години.

## Видове слънчево затъмнение
Тъй като Луната се движи по елипсовидна орбита около Земята, наблюдаваме четири вида слънчеви затъмнения:
- Пълно слънчево затъмнение се наблюдава, когато Луната е близо до Земята. При този вид затъмнения Слънцето е изцяло закрито от Луната, като видима остава само короната на Слънцето. Пълното слънчево затъмнение се наблюдава в много тясна ивица от земната повърхност.

- Пръстеновидно слънчево затъмнение се наблюдава, когато Луната е далече от Земята. При този вид затъмнения ъгловият диаметър на Луната е по-малък от ъгловия диаметър на Слънцето и то се вижда като пръстен около Луната.
- Хибридно слънчево затъмнение: наблюдава се като пълно в някои точки на Земята и като пръстеновидно в други.
- Частично слънчево затъмнение се наблюдава, когато Слънцето, Луната и Земята не се намират точно на една права. В такъв случай Луната закрива само част от Слънцето. Този вид затъмнения е най-често наблюдаваният.

## Слънчеви затъмнения, наблюдавани от България
- 13 септември 1699 г. (пълно)
- 19 ноември 1816 г. (пълно)
- 9 октомври 1847 г. (пръстеновидно)
- 6 март 1867 г. (пръстеновидно)
- 22 декември 1870 г. (пълно)
- 15 февруари 1961 г. (пълно)
- 11 август 1999 г. (пълно)
- 3 октомври 2005 г. (частично)
- 29 март 2006 г. (частично)
- 1 август 2008 г. (частично)
- 4 януари 2011 г. (частично)
- 20 март 2015 г. (частично)
- 25 октомври 2022 г. (частично)
- 8 април 2024 г. (частично)

## Бъдещи слънчеви затъмнения, видими от България
- 12 август 2026 г. (частично)
- 2 август 2027 г. (частично)
- 1 юни 2030 г. (пръстеновидно)
- 20 март 2034 г. (частично)
- 16 януари 2037 г. (частично)
- 5 януари 2038 г. (частично)
- 2 юли 2038 г. (частично)
- 21 юни 2039 г. (частично)
- 11 юни 2048 г. (частично)
- 3 септември 2081 г. (пълно)
- 1 април 2136 г. (пръстеновидно)
- 21 декември 2234 г. (пълно)
- 6 май 2236 г. (пълно)
- 15 март 2249 г. (пръстеновидно)